# Das Fußballwunder
Das Fußballwunder ist Deutschlands größtes Fußball-Turnier zur Förderung des Schul-, Hochschul- und Betriebssports. In der Saison 2015/2016 waren mehr als 1.100 Mannschaften für das Turnier gemeldet.

## Geschichte
Das Fussballwunder ging aus einem wissenschaftlichen Projekt in Kooperation mit der Deutschen Sporthochschule Köln zur Förderung des Schulsports 2011/2012 hervor. In der Saison 2012/2013 wurde mit einem Fußball-Turnier mit mehr als 500 Teams ein deutschlandweiter Rekord aufgestellt. 2015/2016 wurde der weltweite Rekord mit über 1100 Teams eingestellt.

## Unterstützer
Hauptsponsor war bis zu Ende der Saison 2015/2016 die Barmer GEK, als Co-Sponsor engagierte sich bis dahin die HUK-Coburg. Aktuell wird Das Fußballwunder von den Initiatoren der fünfzig670 GmbH in Eigenregie weiter betrieben.
Prominente Unterstützer sind unter anderem die ehemaligen Fußballer Gerald Asamoah (ehemals Schalke 04), Neven Subotic (Borussia Dortmund), Christoph Metzelder (ehemals Real Madrid), Marco Bode (Werder Bremen), Erik Meijer (ehemals Alemannia Aachen), Joey Kelly, Markus Heppke (Rot-Weiss Essen), Carsten Cullmann (ehemals 1. FC Köln), Dominik Kaiser (RB Leipzig), Alexander Voigt (ehemals 1. FC Köln), Martin Forkel (1. FC Saarbrücken).
Seit 2014 unterstützt Das Fussballwunder die Stiftungen von Gerald Asamoah, Neven Subotic und Christoph Metzelder mit 1 € je geschossenem Tor.